# Pfarrkirche Hollern

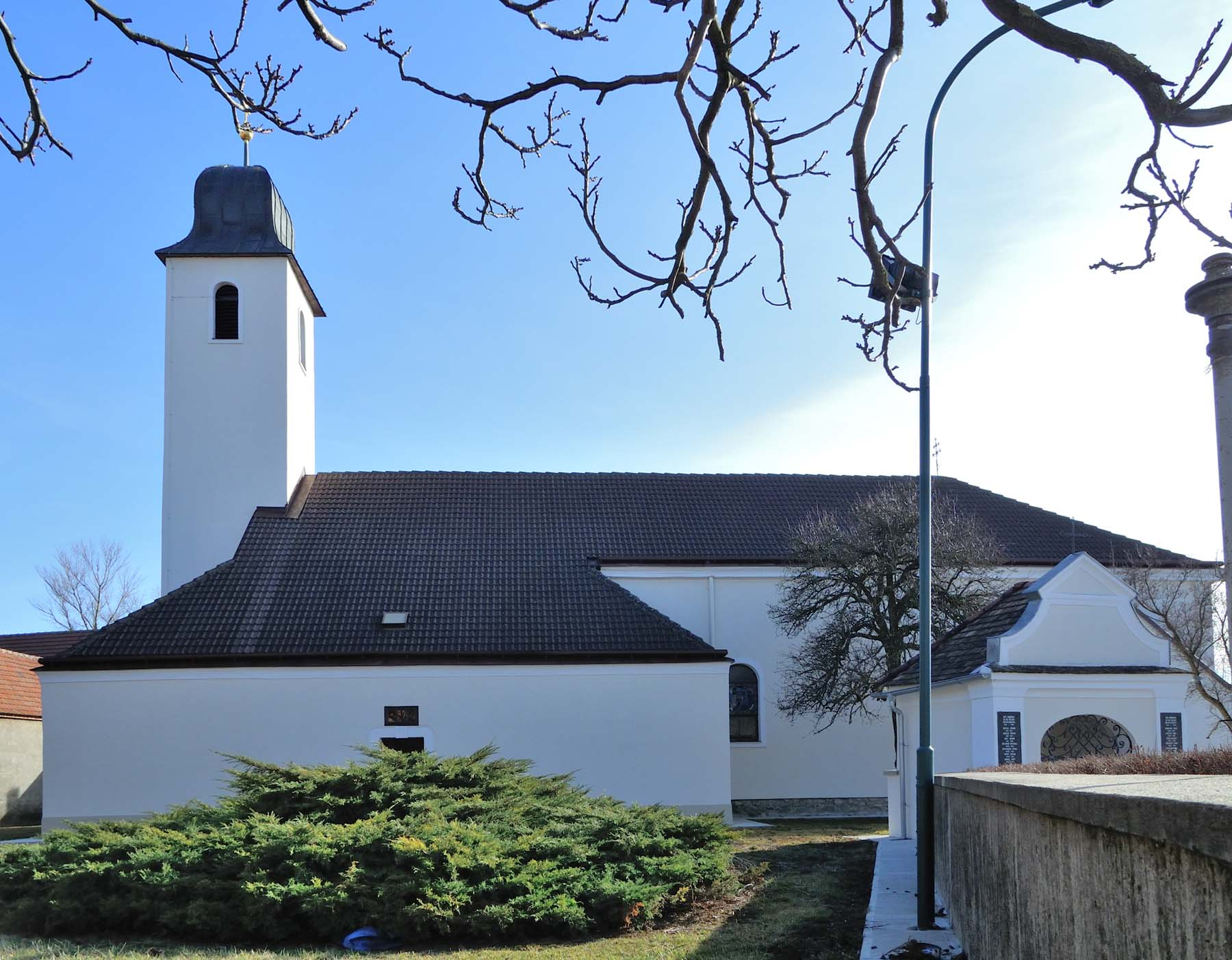
Katholische Pfarrkirche hl. Helena in Hollern

Die Pfarrkirche Hollern steht leicht erhöht in der Ortsmitte von Hollern in der Marktgemeinde Rohrau im Bezirk Bruck an der Leitha in Niederösterreich. Die dem Patrozinium hl. Helena von Konstantinopel unterstellte römisch-katholische Pfarrkirche gehört zum Dekanat Bruck an der Leitha im Vikariat Unter dem Wienerwald der Erzdiözese Wien. Die ehemalige Wehrkirche steht unter Denkmalschutz (Listeneintrag).

## Geschichte
Die Kirche wurde urkundlich vor 1429 genannt. Von 1565 bis 1760 Vikariat der Pfarrkirche Rohrau wurde Hollern 1760 eine eigene Pfarre. 1773 wurde das Langhaus im Westen um zwei Joche erweitert und gewölbt und erhielt einen Sakristeianbau. 1894/1985 war eine Renovierung.

## Architektur
Der massive barockisierte spätromanische Kirchenbau mit einer eingezogenen Rundapsis hat einen mächtigen Ostturm und ist teils von einer Mauer umgeben.
Das Kirchenäußere zeigt ein schlichtes Langhaus unter einem hohen Satteldach, westseitig abgewalmt, mit barocken Rundbogenfenstern, in der Südwand wurde ein Fragment eines romanischen Schlitzfensters freigelegt. Die romanische Halbkreisapsis ist teils durch die nördlich angebaute Sakristei und durch eine südliche Verstärkung verdeckt, die Apsis hat romanische Rundbogenfenster, das östlich Fenster ist vermauert, die beiden seitlichen Fenster wurden zur Rechteckfenstern verändert. Der im Kern mittelalterliche Ostturm wurde barock erhöht, er steht mit leicht geböschten Mauern über der Apsis, er hat eine Ovalluke und abgemauerte Schlitzfenster gegen Osten, die Schallfenster sind rundbogig, er trägt ein verblechtes Haubendach. Die spätbarocke Sakristei hat ein Steingewändeportal mit 1773, der westliche Zubau als Abstellraum entstand um 1955/1960.
Das Kircheninnere zeigt ein fünfjochiges Langhaus mit Platzlgewölben zwischen Gurten auf Wandpfeilern mit profilierten Kämpfern, an der Nordwand wurde ein rundbogiges romanisches Schlitzfenster abgemauert freigelegt. Die Westempore steht auf Holzsäulen. In der Apsis schneidet das barocke Ovalfenster in die Kalottenwölbung. Die Sakristei hat ein Stichkappentonnengewölbe und ein Portal mit einem beschlagenen Türblatt.
Die Glasmalereien mit figural gestalteten Tondi und Stifterinschriften aus 1930 zeigen Christus am Kreuz, Auferstehung und Ölberg, die Glasmalerei hl. Franziskus ist aus 1962.

## Ausstattung
Der Hochaltar als historistischer Retabelaltar um 1860 hat Opfergangsportale und darüber in Nischen Statuen der Heiligen Peter und Paul. Der Hochaltar zeigt das Altarbild hl. Helena gemalt von Carl Madjera 1859.
Ein Seitenaltar als marmoriertes Retabel aus dem dritten Viertel des 19. Jahrhunderts zeigt das Altarbild Maria mit Kind und trägt die Statuen hl. Josef und Johannes der Täufer.
Die Orgel mit 10 Registern mit einem neobarocken Gehäuse entstand 1906.